# Takis Spiridakis
Takis Spiridakis, född 4 februari 1958 på Egina, död 13 september 2019, var en grekisk skådespelare.

## Roller (i urval)
- (2000) - To Fos Pou Svini
- (2000) - Ftina Tsigara
- (2000) - Afti I Nihta Meni
- (2000) - Doureios Ippos TV-serie
- (2000) - Mavro Gala